# Quách Tấn An
Quách Tấn An (tiếng Trung: 郭晉安), (sinh ngày 9 tháng 10 năm 1964) là nam diễn viên người Hồng Kông. Sinh trưởng tại Hồng Kông nhưng nguyên quán của anh ở Trung Sơn, tỉnh Quảng Đông, Trung Quốc. Quách Tấn An từng là một ca sĩ trước khi bước chân vào sự nghiệp diễn xuất.
Năm 2003 - 2005, anh nhận vai Đinh Thường Vượng trong hai bộ phim Đôi đũa lệch và Chuyện về chàng Vượng, Quách Tấn An đã rất thành công với vai diễn này khi được nhiều khán giả yêu thích đồng thời đoạt nhiều giải thưởng. Năm 2016, anh đến Việt Nam để tham gia quay bộ phim của TVB Trí Mệnh Phục Hoạt (Sự Hồi Sinh Chí Mạng) cùng với nữ diễn viên người mẫu Vạn Ỷ Văn.
Năm 2018, anh chính thức đầu quân vào công ty quản lý của diễn viên Vương Tổ Lam sau khi rời hãng truyền hình TVB.

## Sự nghiệp
Quách Tấn An là một diễn viên của TVB và đã từng tham gia một số bộ phim nổi tiếng do đài này thực hiện như: Hồ sơ trinh sát IV (1999), Thử thách nghiệt ngã (1999-2000) Cảnh sát hình sự (2002),... Năm 2002, anh được nhận vai Đinh Thường Vượng trong bộ phim truyền hình nhiều tập Đôi đũa lệch (2002-2003) và được rất nhiều khán giả yêu thích với vai diễn đó. Bộ phim đã đạt tỷ suất bạn xem đài kỷ lục - 46 điểm trong cá chương trình của TVB, giành vị trí đứng đầu trong bảng xếp hạng "10 bộ phim truyền hình ăn khách nhất Hồng Kông", đồng thời còn là bộ phim duy nhất đứng thứ tư bảng điều tra chỉ số tiết mục truyền hình được yêu thích năm 2003. Thành công của Đôi đũa lệch đã giúp cho Quách Tấn An đoạt được giải "Nam diễn viên chính xuất sắc nhất" của Giải TVB trong năm 2003.
Sau khi tham gia một số bộ phim khác như Sự hoàn hảo (2003) và Vụ án kì bí (2004). Năm 2005, anh lại tiếp tục được nhận vai chàng Vượng trong phiên bản hiện đại của Đôi đũa lệch là phim Chuyện về chàng Vượng, một lần nữa anh lại thành công vang dội với vai diễn này. Tháng 11 năm 2005, Quách Tấn An lần thứ 2 nhận giải "Nam diễn viên chính xuất sắc nhất", với thành tích này, anh đã trở thành một trong số những nam diễn viên đoạt danh hiệu diễn viên xuất sắc 2 lần cùng với La Gia Lương và Cổ Thiên Lạc.
Năm 2007, tại lễ trao giải Tài hoa phim truyền hình của Malaysia, Quách Tấn An và nữ diễn viên Lê Tư đã được tặng danh hiệu "Vua và Nữ hoàng phim truyền hình" (TV King và TV Queen), đồng thời anh còn được nhận giải "Nam nghệ sĩ được yêu thích nhất", đây là những thành công tiếp theo của bộ phim Chuyện chàng Vượng khi tác phẩm này được công chiếu ở nhiều quốc gia khác.
Với bộ phim Trung Gian Nhân Quách Tấn An tham gia vào năm 2014, anh đảm nhiệm vai một chàng luật sư khuyết tật nhưng có tính cách khá nham hiểm. Tuy nhiên vai diễn ấy đã giúp anh có giải thưởng "Nam diễn viên chính xuất sắc nhất" TVB thứ ba trong sự nghiệp diễn xuất của mình.

## Đời sống riêng
Quách Tấn An là con út trong một gia đình có chín người con. Vào ngày 22 tháng 7 năm 2006, anh kết hôn với bạn gái của mình là Ca sĩ, Diễn viên người Hong Kong Âu Thanh Di, đám cưới được tổ chức tại Disneyland Hồng Kông. Con trai của họ tên là Brad Quách Lệnh Sơn (郭令山), sinh vào tháng 3 năm 2008. Đến năm 2011, Quách Tấn An và Âu Thanh Di chào đón thêm bé gái tên Blair Quách Dĩ Nhã (郭以雅).

## Các bộ phim đã tham gia

### Phim truyền hình
| - Thành Thị Cố Sự (1986) - Lời tuyên án chung cuộc (1987) - Thề Không Cúi Đầu (1988) - Doanh Đơn Truyền Kỳ (Võ Lâm Truyền Kỳ) (1988) - Liên thành quyết (1989) - Thiên Biến (1989) - Vạn gia truyền thuyết (The Vixen's Tale) (1989) - Hoa Nguyệt Giai Kỳ (1989) - Trời Ban Phú Quý (1990) - Rain in the Heart (1990) - When the Sun Shines (1990) - Nhật Nguyệt Thần Kiếm (1991) - Nhật Nguyệt Thần Kiếm 2 (1992) - Xuất Vị Giang Hồ (1992) - Vua Cờ Bạc (Đỗ Thần Casino)(1992) - ICAC Investigations (1994) - Đặc Thám Siêu Đẳng (1994) - Quan Hệ Đồng Cư (1995) - Sự Thật Vô Hình (1995) - Bản năng (1995) - Tiền là tất cả (1996) - Người hùng đảo Bình Châu (1998) - Hồ sơ trinh sát IV (1999) - Về với nhân gian (1999) - Kim ngọc mãn đường (1999) - Thử thách nghiệt ngã 1 (1999) - Thử thách nghiệt ngã 2 (2000) - Niềm tin một đời (2002) - Mối tình chung thủy (2002) - Cảnh sát hình sự (2002) - Thiên địa truyền thuyết Mĩ Nhân Ngư (Phim Trung Quốc) (2002) - Thiên địa truyền thuyết Bảo Liên Đăng (Phim Trung Quốc) (2002) - Dương Môn nữ tướng (Phim Trung Quốc) (2003) - Sự hoàn hảo (2003) - Bí mật gia tộc (2003) - Đôi đũa lệch (2003) |  | - Vụ án kỳ bí (2004) - Đường đến thiên đàng (2005) - Chuyện về chàng Vượng (2005) - Mộng tầm xuân (Phim Trung Quốc) (2005) - Thiên Hạ Đệ Nhất (phim Trung Quốc) (2005) - Hạt ngọc Đông Phương (2006) - Vua ngốc náo thiên hạ (phim Trung Quốc) (2006) - Chiếc ly thần (phim Trung Quốc) (2007) - Bát tiên toàn truyện (phim Trung Quốc) (2008) - Đội điều tra đặc biệt (2008) - Tìm lại một nửa (2008) - ID tinh anh (2009) - Đội điều tra đặc biệt II (2009) - Ngũ Vị Nhân Sinh (2010) - Cô Vợ Lắm Chiêu Phim Trung Quốc (2010) - Văn phòng Bác sĩ (2010-2011) - Đoàn viên (2011) - Đông Tây Cung Lược (2012) - Nguyên soái vui vẻ Phim Trung Quốc (2012) - Trạng sư đại náo công đường Phim Trung Quốc (2012) |  | - Anh họ cố lên p1 (2013) - Quý Ông Thời Đại (Thục nam hữu hoặc)(2013) - Vòng xoáy thiện ác (2014) - Anh Họ, Cố Lên! II (Come On, Cousin 2014) - Mạt Đại Ngự Y (2016) - Sự Hồi Sinh Chí Mạng (2016) - Anh Họ, Cố Lên! III (Oh My Grad 2017) - Câu Chuyện Khởi Nghiệp (Tái sáng thế kỉ) (2018) - Người Hùng Blouse Trắng (Bạch sắc cường nhân)(2019) - Thất Ức 24H (2021) - Phi Hổ Chi Tráng Chí Anh Hùng (2021) - Người Hùng Blouse Trắng 2 (-) |

| Năm  | Phim                    | Vai diễn | Bạn diễn |
| ---- | ----------------------- | -------- | -------- |
| 1986 | Thành Thị Cố Sự         |          |          |
| 1987 | Lời Tuyên Án Chung Cuộc |          |          |
| 1988 | Thề Không Cúi Đầu       |          |          |
| 1988 | Nhật Nguyệt Thần Kiếm   |          |          |
| 1988 | Võ Lân Truyền kỳ        |          |          |
| 1989 | Liên Thành Quyết        |          |          |
| 1989 | Thiên Biến              |          |          |
| 1989 | Vạn Gia Truyền Thuyết   |          |          |
| 1989 | Hoa Nguyệt Giai Kỳ      |          |          |

### Các phim khác
- Lotus Lantern (2000)
- Legendary Fighter - Yang's Heroine (2001)
- Thiên đàng và tổ ấm (2002)
- World's Finest (2004)
- Fairy of the Chalice(2006)
- Land (2007)
- Legend of Eight Gods (2008)

## Điện ảnh
- Tiểu Q (2019)
- Nhân Chứng Thầm Lặng (2019) - khách mời.
- I Love You, You Are Perfect, Now Change! (2019) - khách mời.
- Kho báu rồng (2007)
- Hoắc Nguyên Giáp (2007)
- Vua Mạt Chược 3 (2007)
- Vua Mạt Chược (2005)
- Visible Secret 2 (2002)
- Shaolin Kung-Fu Kids (1995)
- Hoàng Phi Hồng 5 (1994)
- Wonder Seven (1994)
- Giây phút lãng mạn II (1992)
- Twin Bracelets (1991)
- Hồn ma vui vẻ 5 (1991)